# Maksymilian Hohenberg

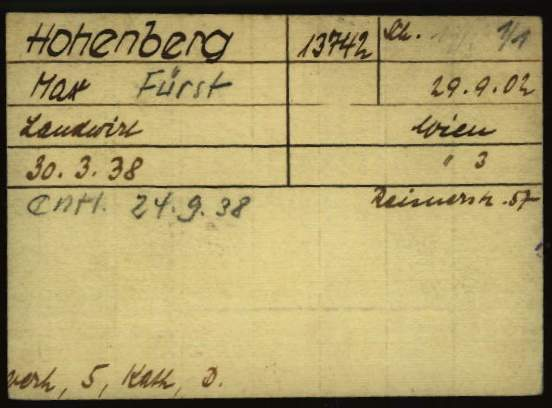
Karta rejestracyjna Maksymiliana Hohenberga jako więźnia w nazistowskim obozie koncentracyjnym w Dachau

Maksymilian von Hohenberg, właściwie Maximilian Karl Franz Michael Hubert Anton Ignatius Joseph Maria Fürst von Hohenberg (ur. 29 września 1902 w Wiedniu; zm. 8 stycznia 1962 w Wiedniu) – w latach 1914–1919 książę von Hohenberg, austriacki arystokrata, ofiara prześladowań i więzień obozów koncentracyjnych w Dachau.

## Życiorys
Maksymilian wychowywał się w posiadłości swoich rodziców w Konopiště w środkowych Czechach. Był drugim dzieckiem, a najstarszym synem arcyksięcia Franciszka Ferdynanda, następcy tronu Austro-Węgier i jego żony Zofii, z domu Chotek. Ze względu na morgantyczny charakter małżeństwa rodziców, był wykluczony z dziedziczenia tytułu cesarskiego. W 1918 roku zamieszkał w Wiedniu. W 1938 roku został aresztowany i deportowany do obozu koncentracyjnego w Dachau. Zwolniony w 1940 roku przebywał przymusowo i pod nadzorem na zamku Artstetten.

## Małżeństwo i rodzina
16 listopada 1926 poślubił w Wolfegg Marię Elżbietę Bonę von Waldburg zu Wolfegg und Waldsee (1904–1993), córkę księcia Maksymiliana von Waldburg-Wolfegg-Waldsee i księżnej Sidoni, z domu Lobkovic. Para miała sześcioro dzieci:
- Franz Ferdinand Hohenberg (1927–1977)
- Georg Hohenberg (1929-2019)
- Albrecht Hohenberg (1931-2021)
- Johannes Hohenberg (1933–2003)
- Peter Hohenberg (1936-2017)
- Gerhard Hohenberg (1941-2019)

Maksymilian zmarł w 1962 roku, w wieku 59 lat.